# Aerotechnic Industries
Aerotechnic Industries SA est une coentreprise entre Groupe Royal Air Maroc 50 %, et Air France Industries 50 %. Elle a été créée en décembre 2005 et est basée à Casablanca,  à l'aéroport Mohammed V,  et effectue la maintenance de la famille B737 NG de la RAM et des Airbus A320 d'Air France. 
Elle a commencé son activité « Entretien en Ligne » le 20 mars 2006, après avoir obtenu l'agrément de l'Organisme de Maintenance d'Aéronefs délivré par la Direction de l'Aéronautique civile marocaine. Aerotechnic Industries SA a lancé ensuite le processus de certification de ses métiers afin d'être au niveau des standards de qualité européens en matière de maintenance aéronautique et de répondre aux exigences de ses clients. 
La certification EASA partie 145, délivré par L'European Aviation Safety Agency, a concerné l'activité "Entretien en Ligne" des avions de type Airbus A320, Boeing 737 toutes séries, 747, 757 et 767.